# スコット郡 (バージニア州)
スコット郡（英: Scott County）は、アメリカ合衆国バージニア州内に位置する郡である。人口は23,403人（2000年）である。郡庁所在地はゲートシティである。

## 地理
アメリカ合衆国統計局によると、この郡は総面積1,395 km2 (539 mi2) である。このうち1,390 km2 (537 mi2) が陸地で5 km2 (2 mi2) が水地域である。総面積の0.38%が水地域となっている。

## 人口動勢

2000年国勢調査に基づくスコット郡の人口ピラミッド

2000年国勢調査で、この郡は人口23,403人、9,795世帯、及び7,023家族が暮らしている。人口密度は17/km2 (44/mi2) である。8/km2 (21/mi2) の平均的な密度に11,355軒の住宅が建っている。この都市の人種的な構成は白人98.51%、アフリカン・アメリカン0.59%、先住民0.14%、アジア0.07%、太平洋諸島系0.02%、その他の人種0.15%、及び混血0.52%である。ここの人口の0.42%はヒスパニックまたはラテン系である。
この郡内の住民は20.60%が18歳未満の未成年、18歳以上24歳以下が7.50%、25歳以上44歳以下が27.30%、45歳以上64歳以下が26.80%、及び65歳以上が17.80%にわたっている。中央値年齢は41歳である。女性100人ごとに対して男性は93.30人である。18歳以上の女性100人ごとに対して男性は90.70人である。
この郡内の世帯ごとの平均的な収入は27,339米ドルであり、家族ごとの平均的な収入は33,163米ドルである。男性は28,328米ドルに対して女性は20,553米ドルの平均的な収入がある。この郡の一人当たりの収入 (per capita income) は15,073米ドルである。人口の16.80%及び家族の13.00% は貧困線以下である。全人口のうち18歳未満の20.10%及び65歳以上の20.50%は貧困線以下の生活を送っている。

## 町
- ゲートシティ (Gate City)
- ニッケルズビル
- ウェーバーシティ (Weber City)
- Clinchport
- Duffield
- Dungannon

## 教育

### 公立高等学校
- ゲートシティ高等学校、ゲートシティ
- Rye Cove High School、Clinchport
- ツウィンスプリングス高等学校、ニッケルズビル